# Beutetier

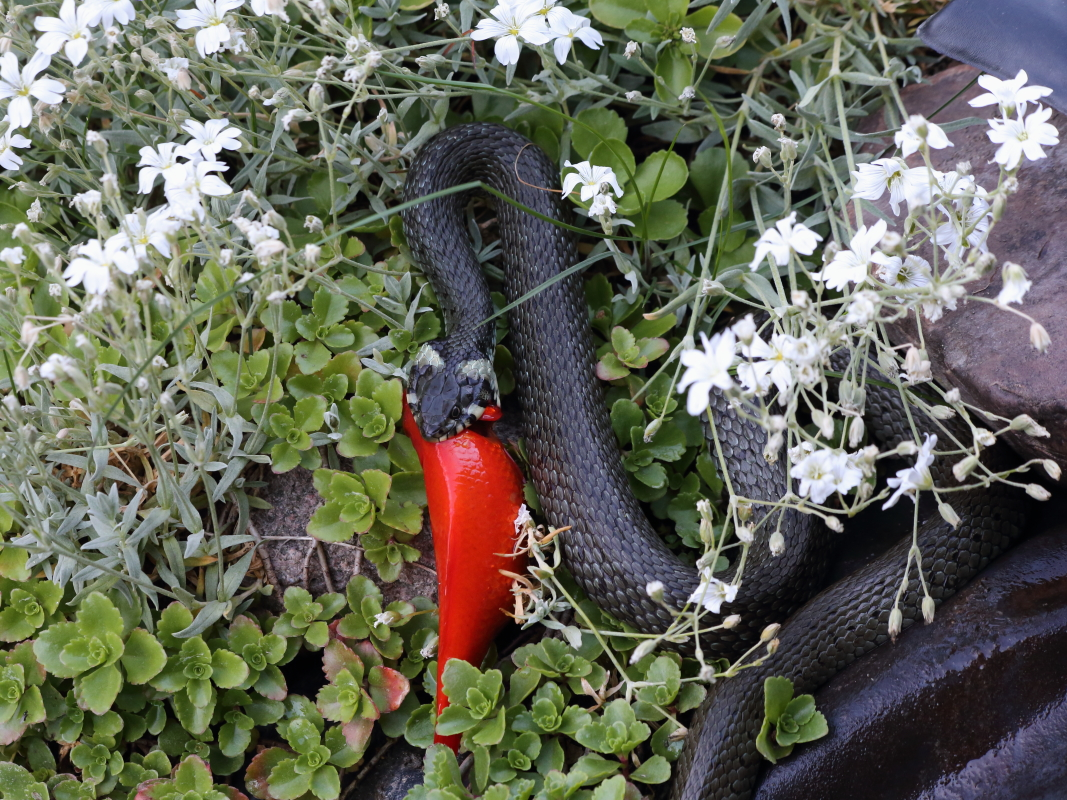
Ringelnatter mit erbeutetem Goldfisch

Ein Beutetier oder Beute ist ein Tier, das von einem räuberisch lebenden Tier (Prädator bzw. Beutegreifer als Konsument 2. oder 3. Ordnung) zum Zweck der Nahrungsaufnahme gefangen und ganz oder teilweise gefressen wird (Zoophagie). Zu den Beutetieren zählen die meisten Pflanzenfresser (Konsumenten 1. Ordnung), aber auch fleischfressende Tiere (Karnivoren) können zu Beutetieren von Raubtieren werden. In solchen Fällen nehmen sie die ökologische Stellung eines Mesoprädators ein.

## Bedeutung
Junge, kranke oder schwache Beutetiere werden häufiger zur Beute räuberischer Fleischfresser (Karnivoren), zum Beispiel von Raubtieren, denn die Auswahl eines solchen Beutetieres erhöht deren Erfolgsaussicht bei der Jagd und minimiert den Energieaufwand.
Zwischen manchen Arten können die Rollen von Beutetier und Beutegreifer je nach Größe der Individuen auch vertauscht sein. Beispielsweise kann ein Wolfswelpe von einem Luchs erbeutet werden und ein Luchswelpe von einem Wolf. Ein Tigerpython kann von einem großen Mississippi-Alligator erbeutet werden, umgekehrt können jüngere Alligatoren zur Beute von größeren Individuen des Tigerpythons werden.

Beutegreifer und Beutetiere
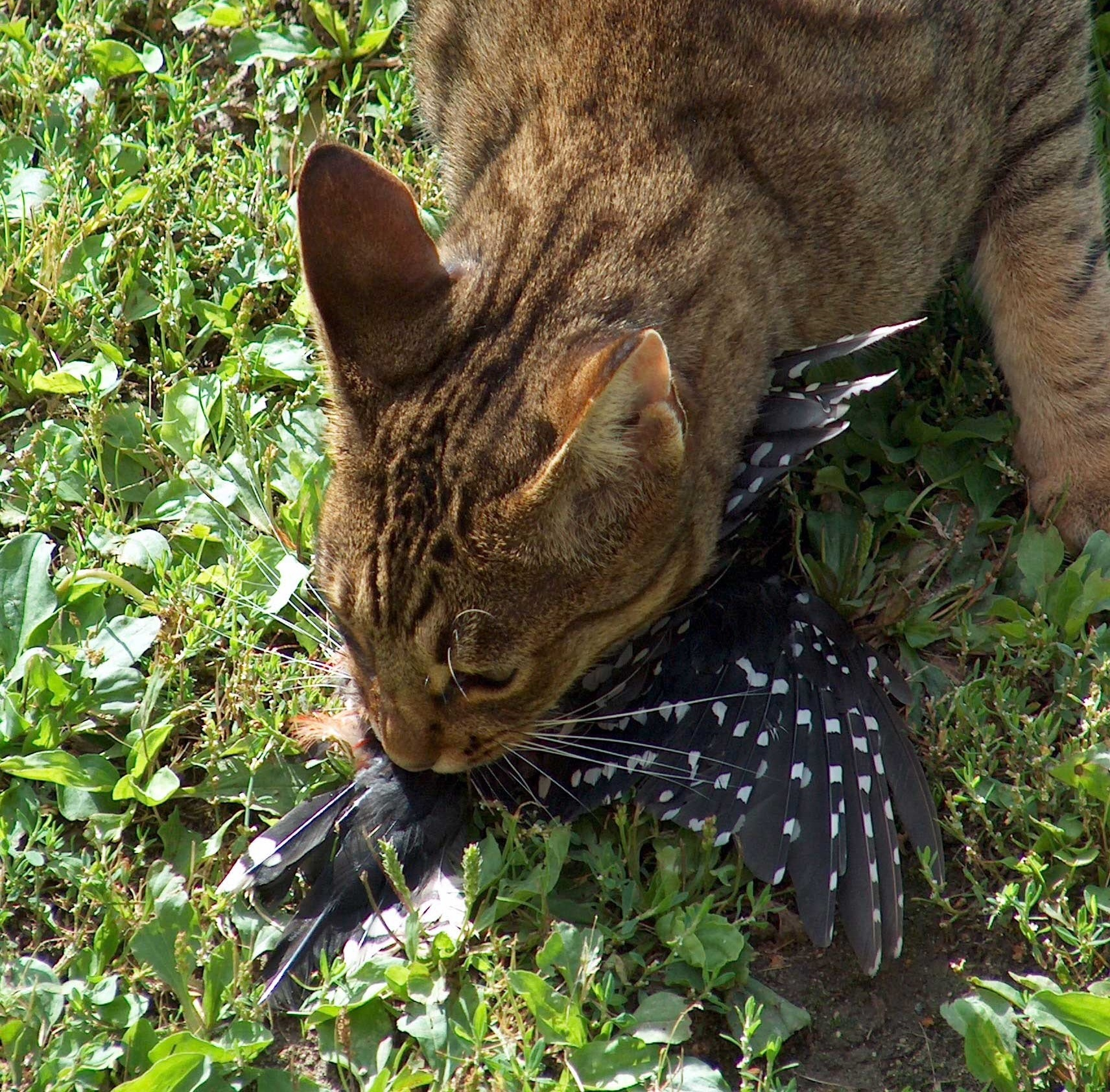
Buntspecht als Katzenbeute
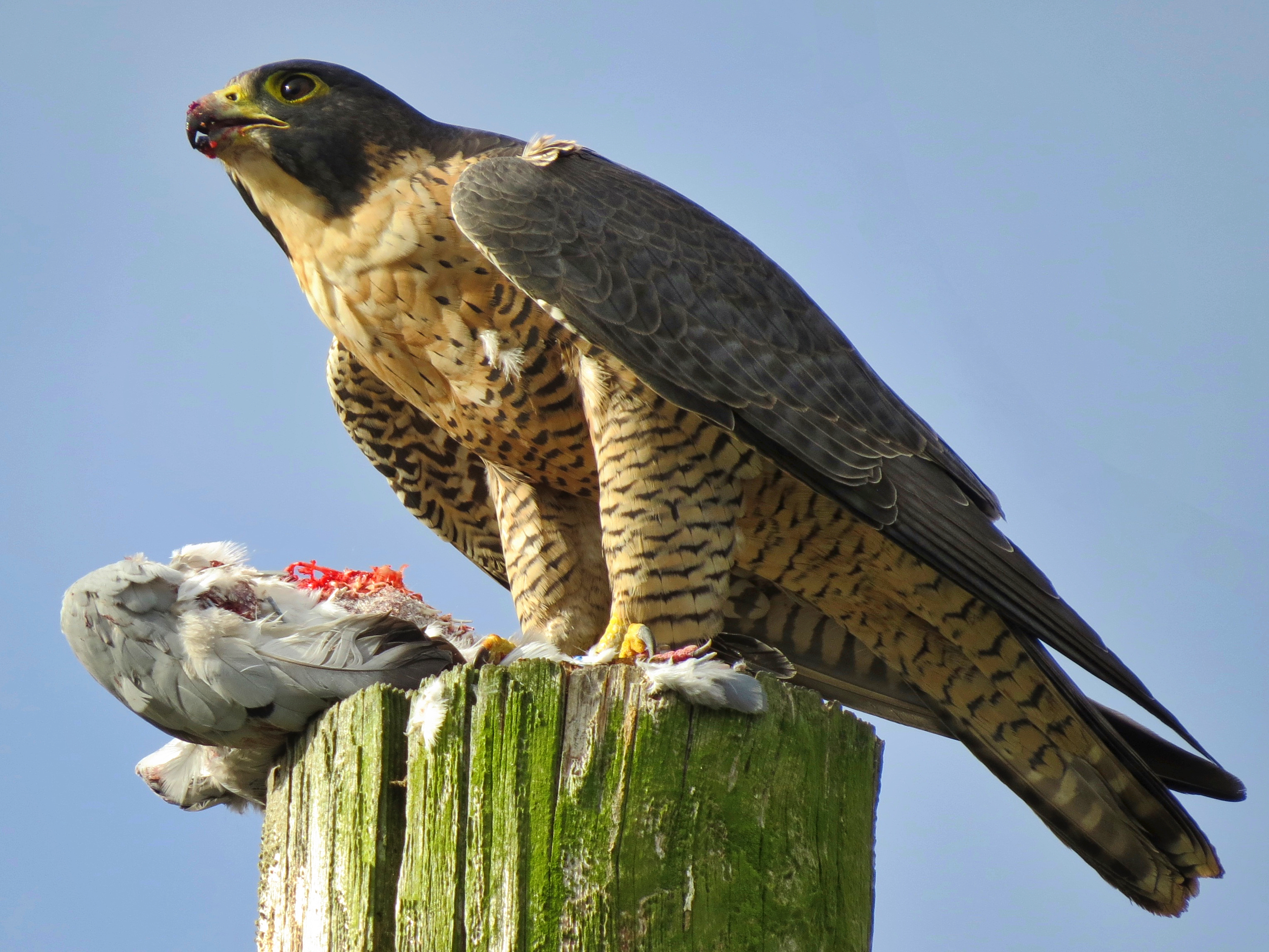
Taube als Beute eines Wanderfalken
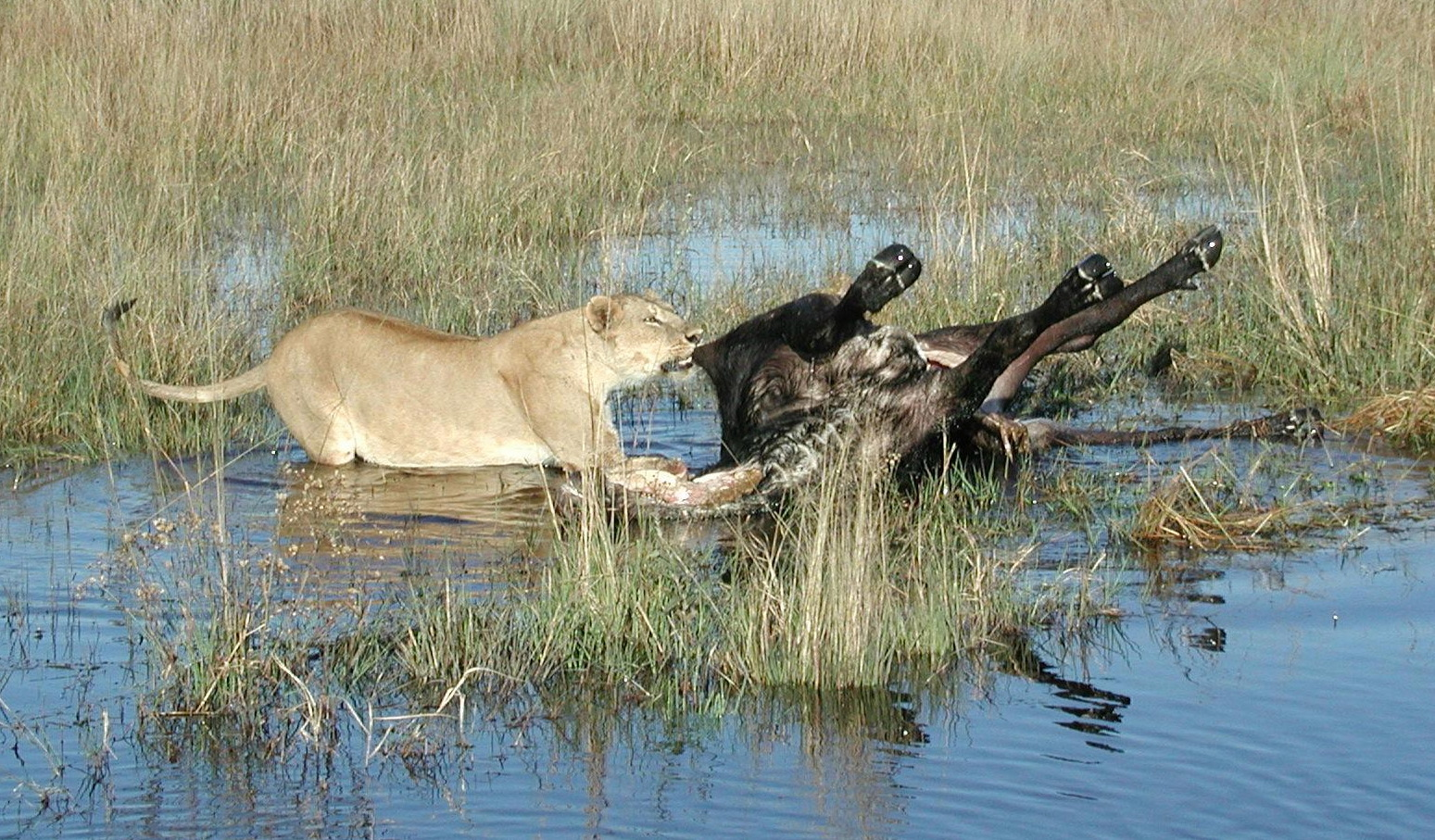
Kaffernbüffel als Löwenbeute
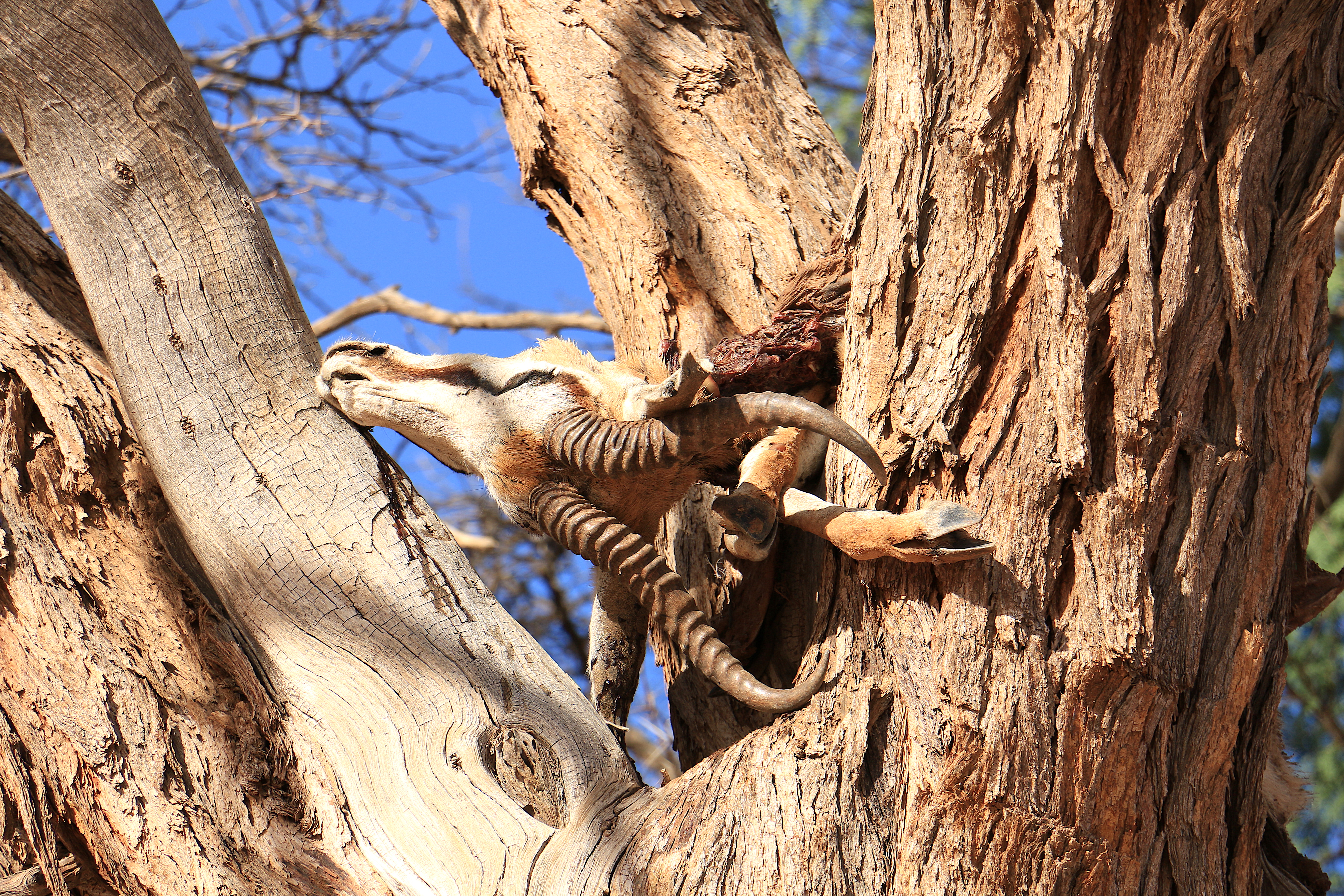
Springbock als in Sicherheit gebrachte Beute eines Leoparden auf einem Kameldornbaum
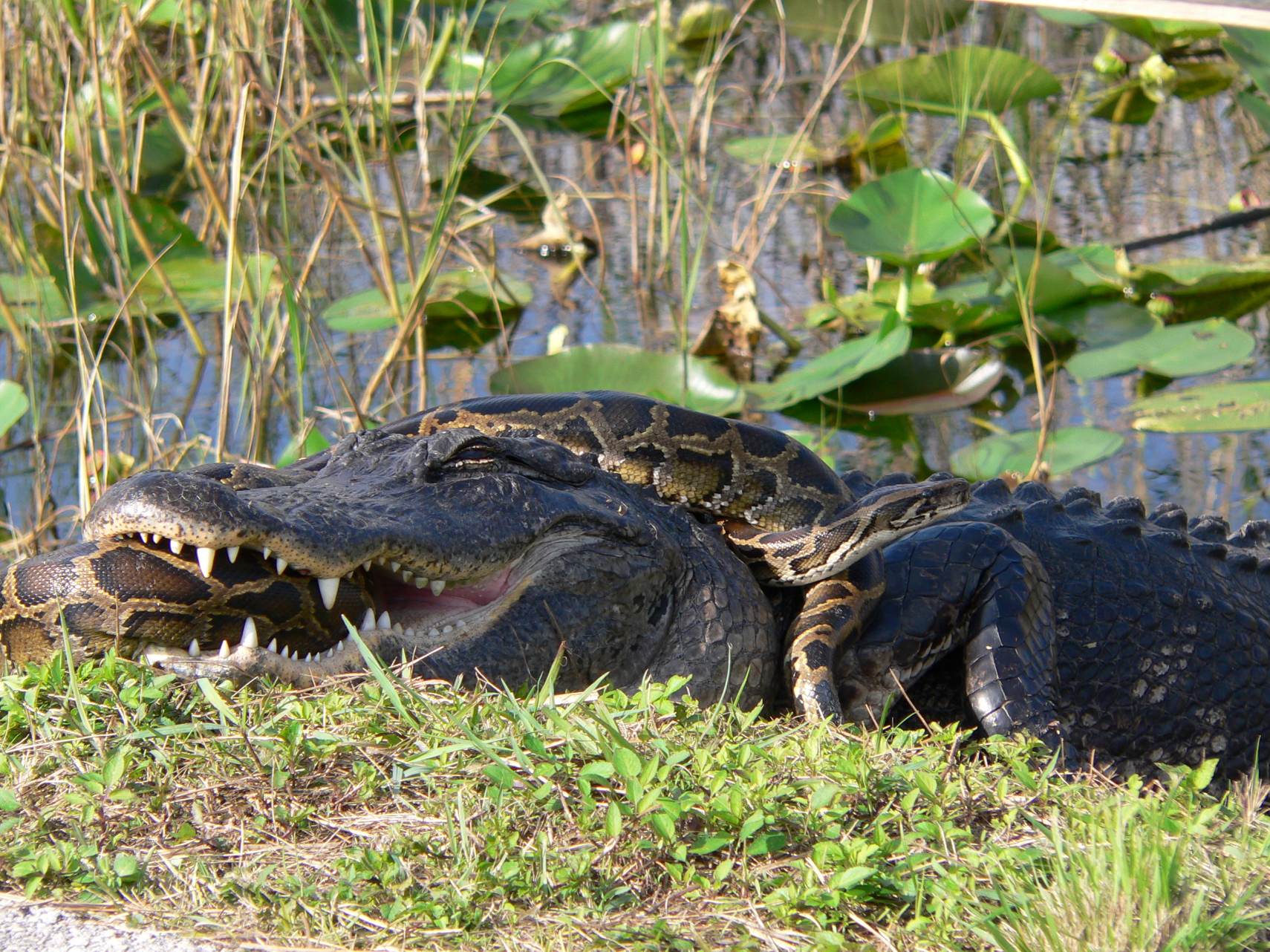
Tigerpython in den Everglades als Beute eines Mississippi-Alligators

## Verteidigungsstrategien
Hauptsächlich von Beutetieren genutzte Verteidigungsstrategien bestehen in einer stets getragenen Tarnfärbung, wenig geräuschintensiven Tätigkeiten, verstecktem Verhalten und Hellhörigkeit bzw. Umsicht in offenem Gelände oder an exponierten Orten. Zu einem gefährdend erscheinenden Tier wird häufig ein Mindestabstand gehalten (Fluchtdistanz).
Die Wahrnehmungs- und Entscheidungsleistungen, die dem Erkennen von Beutegreifern zugrunde liegen, gehören zu den am besten untersuchten Regelungsvorgänge in lebenden Organismen innerhalb der Neuroethologie und der Verhaltensbiologie. Bei Gefahr, etwa zu geringer Abstand, ist sofortige Flucht eine häufige Reaktion, aber meist nicht in gerader Linie, sondern mit irregulären Richtungswechseln. In Gruppen auf dem Land lebende Beutetiere können ihre Artgenossen, oft auch andere Beutetiere bei Gefahr akustisch oder optisch warnen, Wasserbewohner auch durch Geruchsstoffe.
Bei unklarer Gefahrenlage verhalten sich Beutetiere dagegen eher bewegungsarm und prüfen visuelle, akustische oder sensorische Eindrücke.

## Beutespektrum
Unter dem Beutespektrum versteht man alle Arten von Beutetieren, die eine bestimmte Art von Beutegreifer nutzen kann. Sowohl durch Spezialisierung als auch durch Erweiterung des Nahrungsspektrums für das Überleben der Art des Prädators Vorteile entstehen. Oft wird nur ein Teil des Beutespektrums ständig genutzt und nur bei Nahrungsmangel auf den verbleibenden Teil zurückgegriffen. Das Beuteschema ist die Übereinstimmung des Beutetieres mit dem Spektrum des Prädators für seine Beute. Merkmale im Aussehen und Verhaltensweisen der jeweiligen Beutetiere wirken beim Prädator als Auslösemechanismus, aufgrund dessen er das Beutetier angreift. Manche Beutetiere haben untereinander ein Warnsystem, beispielsweise die Murmeltiere, die gemeinsam auf den Warnpfiff eines einzelnen Artgenossen reagieren und in ihre Baue flüchten.
Das Nahrungsspektrum einer Art zu kennen, ist von besonderer Bedeutung bei Maßnahmen zum Artenschutz, denn ein Mangel an zum Nahrungsspektrum gehörenden Beutetieren kann nicht durch ein Mehrangebot anderer Tiere ausgeglichen werden.